# Bendebembli, Shahpur
Bendebembli là một làng thuộc tehsil Shahpur, huyện Gulbarga, bang Karnataka, Ấn Độ.